# Alois Pfeiffer
Alois Pfeiffer (Bauerbach, 25 de septiembre de 1924 -Düsseldorf, 1 de agosto de 1987) fue un sindicalista y político alemán que formó parte de la Comisión Europea, órgano ejecutivo de la Unión Europea, entre 1985 y 1987. Se licenció en ingeniería forestal por la Universidad de Fráncfort.
Afiliado al Partido Socialdemócrata de Alemania (SPD), entre 1969 y 1975 fue Secretario General del sindicato de horticultura, agricultura y silvicultura, defendiendo desde su cargo una política respetuosa con el medio ambiente. Fue uno de los directivos de la Federación Alemana de Sindicatos (DGB). En enero de 1985 pasa a formar parte de la Comisión Delors, convirtiéndose en Comisario Europeo de Asuntos Económicos y Monetarios sucediendo a François-Xavier Ortoli. Moriría en ejercicio de su cargo europeo en 1987, en Düsseldorf, siendo sustituido por Peter Schmidhuber.